# Wat Bang Nom Kho
 (avril 2018).
Wat Bang Nom Kho (thaï : วัดบางนมโค) est un temple bouddhiste (Wat) du district de Sena, de la province d'Ayutthaya, Thaïlande. Le temple a été rendu célèbre par un grand moine thaïlandais Gaeji Ajarn, Luang Pho Phan, qui était reconnu pour son souffle de l'armure de diamant sacrée Yantra (ou Yant), sur le front de ses disciples. Selon la légende, un grand nombre de ces disciples, après leur mort, ont été trouvés avec une inscription mystérieuse de Yant sur leur crâne. Le Yant aurait été révélé à Luang Pho Phan dans un rêve, qui l'a conduit à sa découverte sur un modèle de métal caché à l'intérieur d'un stūpa. Luang Pho Phan était aussi réputé pour avoir reçu la capacité de faire des amulettes de poudre basées sur des images de Bouddha assis sur des animaux à partir d'un Chee Ba Khaw (un esprit qui est apparu comme une luciole). Ces amulettes sont extrêmement recherchées et coûteuses en raison de leurs précieux pouvoirs.